# Domaine de Kururi

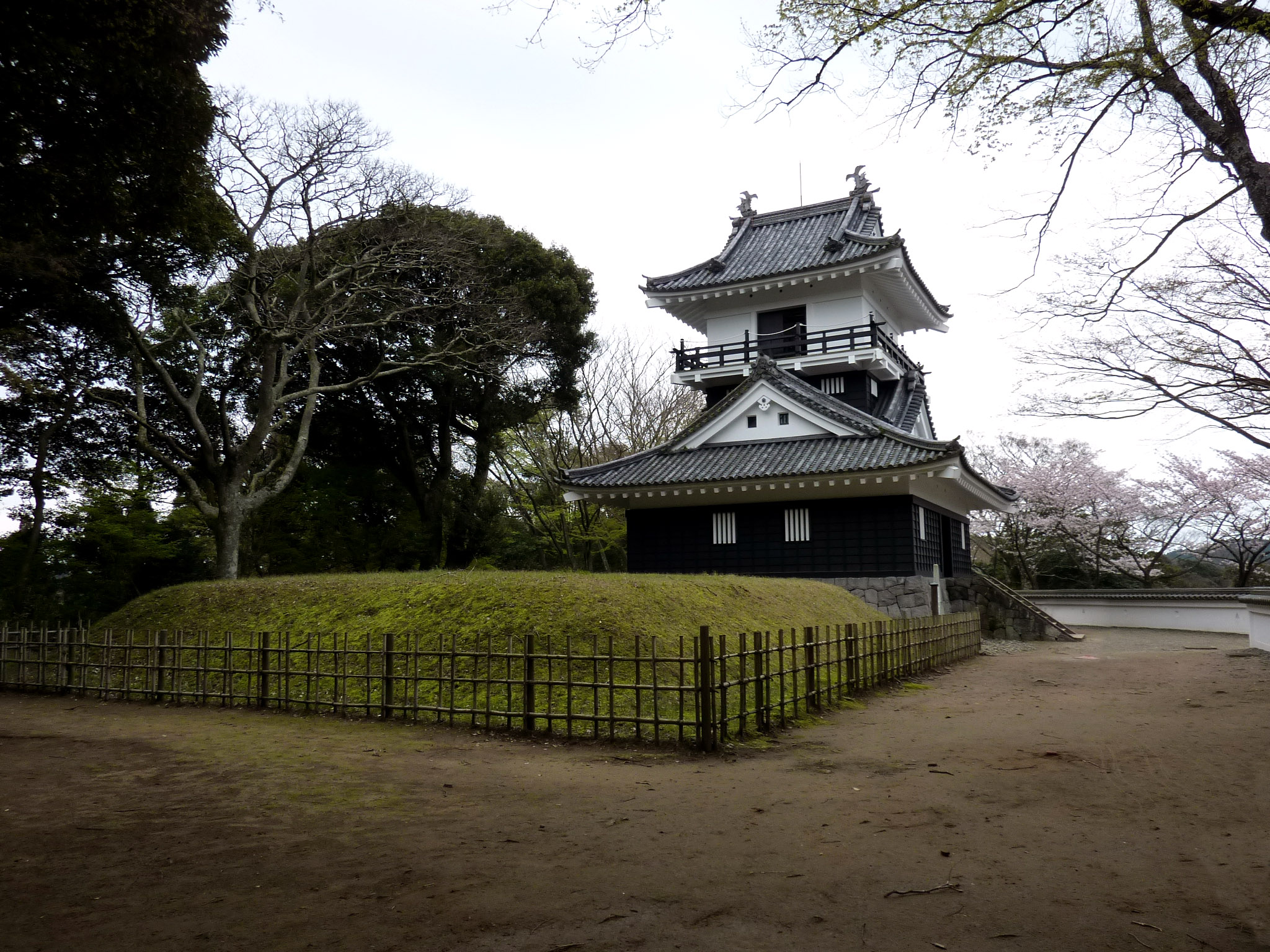
Tenshu (donjon) reconstruit du château de Kururi.

Le domaine de Kururi (久留里藩, Kururi-han) est un domaine féodal japonais de l'époque d'Edo situé dans la province de Kazusa, moderne préfecture de Chiba. Son quartier général se trouve au château de Kururi dans ce qui est à présent la ville de Kimitsu.
Le premier château de Kururi était une fortification en hauteur construite durant l'époque de Muromachi par Nobunaga Takeda (1401-1477) et gouverné par ses descendants, le clan Mariya, à partir de 1540. Avec l'extension du clan Satomi de la province d'Awa (Chiba) à l'époque Sengoku, Yoshitaka Satomi s'empare du château et s'en sert comme base de ses opérations contre le clan Go-Hōjō dont le quartier général se trouve au château d'Odawara. Le clan Hōjō essaye vainement de prendre le château à plusieurs reprises mais y parvient finalement en 1564 pour le perdre trois ans plus tard, en 1567, quand les Satomi en reprennent le contrôle.
À la suite du siège d'Odawara de 1590, Toyotomi Hideyoshi punit le clan Satomi en le dépossédant de ses territoires dans la province de Kazusa. Quand Tokugawa Ieyasu arrive dans la région de Kantō, il attribue les fortifications de Kururi à l'un de ses vassaux, Matsudaira Tadamasa (Osugi), et le nomme daimyō du domaine de Kururi d'une valeur de 30 000 koku.

## Histoire
À Kururi se trouve la fortification en hauteur construite par le puissant clan Satomi de la péninsule de Bōsō durant l'époque Sengoku, comme base de leurs opérations contre le clan Go-Hōjō d'Odawara, leur rival septentrional.
À la suite du siège d'Odawara en 1590, la région de Kantō est attribuée à Tokugawa Ieyasu par le seigneur de guerre Toyotomi Hideyoshi qui limite également les Satomi à la province d'Awa (Chiba) pour les punir de la tiédeur de leur soutien dans sa campagne contre le clan Go-Hōjō. Tokugawa Ieyasu nomme Tadamasa Osuga, le fils de Sakakibara Yasumasa, l'un de ses quatre généraux, daimyō du nouveau domaine de Kururi aux revenus se montant à 30 000 koku.
Tadamasa Osuga construit presque toutes les fortifications actuelles du château de Kururi et établit une jōkamachi (ville-château) à ses pieds. Après la bataille de Sekigahara, le clan Osuga est transféré au château de Yokosuka dans la province de Suruga puis est remplacé par le clan Tsuchiya avec une réduction de revenus à 20 000 koku de 1601 à 1679. Le domaine est supprimé en 1679 quand Naoki Tsuchiya est déclaré inapte à gouverner pour cause de folie et que son fils est rétrogradé au statut de hatamoto à 3 000 koku.
Jusqu'en 1742, le domaine est administré en tant que territoire tenryō, directement contrôlé par le shogunat Tokugawa. En juillet 1842, Naozumi Kuroda, daimyō du domaine de Numata dans la province de Kozuke, est transféré à Kururi et le han est rétabli. Ses descendants gouvernent le domaine jusqu'à la restauration de Meiji. Naotaka Kuroda, le dernier daimyo du domaine de Kururi, sert d'abord de garde aux forces pro-Tokugawa à la bataille d'Ueno de la guerre de Boshin puis se rallie au nouveau gouvernement de Meiji deux mois plus tard. Il est nommé gouverneur de domaine par la nouvelle administration jusqu'à l'abolition du système han en juillet 1871. Le domaine de Kururi devient la « préfecture de Kururi » qui fusionne en novembre 1871 avec la « préfecture de Kisarazu » à la brève existence, laquelle fait enfin partie de la préfecture de Chiba.

## Liste des daimyōs
- Clan Osuga (fudai) 1590-1601

| # | Nom                          | Dates     | Titre        | Rang                    | Revenus     |
| - | ---------------------------- | --------- | ------------ | ----------------------- | ----------- |
| 1 | Tafamasa Osuga (大須賀 忠政) | 1590-1601 | Dewa-no-kami | 5e inférieur (従五位下) | 30 000 koku |

- Clan Tsuchiya (fudai) 1602-1679

| # | Nom                           | Dates     | Titre        | Rang                    | Revenus     |
| - | ----------------------------- | --------- | ------------ | ----------------------- | ----------- |
| 1 | Tadanao Tsuchiya (土屋 忠直)  | 1602-1612 | Mibu-daisuke | 5e inférieur (従五位下) | 20 000 koku |
| 2 | Toshinao Tsuchiya (土屋 利直) | 1612-1675 | Mibu-daisuke | 5e inférieur (従五位下) | 20 000 koku |
| 3 | Naoki Tsuchiya (土屋 直樹)    | 1675-1679 | Iyo-no-kami  | 5e inférieur (従五位下) | 20 000 koku |

- Clan Kuroda (fudai) 1742-1871

| # | Nom                         | Dates     | Titre           | Rang                    | Revenus     |
| - | --------------------------- | --------- | --------------- | ----------------------- | ----------- |
| 1 | Naozumi Kuroda (黒田 直純)  | 1742-1775 | Yamato-no-kami  | 5e inférieur (従五位下) | 30 000 koku |
| 2 | Naoyuki Kuroda (黒田 直亨)  | 1775-1784 | Buzen-no-kami   | 5e inférieur (従五位下) | 30 000 koku |
| 3 | Naohide Kuroda (黒田 直英)  | 1784-1786 | Izumi-no-kami   | 5e inférieur (従五位下) | 30 000 koku |
| 4 | Naoatsu Kuroda (黒田 直温)  | 1786-1801 | Yamato-no-kami  | 5e inférieur (従五位下) | 30 000 koku |
| 5 | Naokata Kuroda (黒田 直方)  | 1801-1812 | Buzen-no-kami   | 5e inférieur (従五位下) | 30 000 koku |
| 6 | Naoyoshi Kuroda (黒田 直侯) | 1812-1823 | Buzen-no-kami   | 5e inférieur (従五位下) | 30 000 koku |
| 7 | Naochika Kuroda (黒田 直静) | 1823-1854 | Buzen-no-kami   | 5e inférieur (従五位下) | 30 000 koku |
| 8 | Naoyasu Kuroda (黒田 直和)  | 1854-1860 | Ise-no-kami     | 5e inférieur (従五位下) | 30 000 koku |
| 9 | Naotaka Kuroda (黒田 直養)  | 1860-1871 | Chikugo-no-kami | 5e inférieur (従五位下) | 30 000 koku |

## Source de la traduction
- (en) Cet article est partiellement ou en totalité issu de l’article de Wikipédia en anglais intitulé « Kururi Domain » (voir la liste des auteurs).